# Бруе (Кальвадос)
Бруе́ (фр. Brouay) — колишній муніципалітет у Франції, у регіоні Нормандія, департамент Кальвадос. Населення — 473 осіб (2011).
Муніципалітет був розташований на відстані близько 220 км на захід від Парижа, 15 км на захід від Кана.

## Історія
До 2015 року муніципалітет перебував у складі регіону Нижня Нормандія. Від 1 січня 2016 року належав до нового об'єднаного регіону Нормандія.
1-1-2017 Бруе, Бреттвіль-л'Оргеєз, Ше, Ле-Меній-Патрі, Пюто-ан-Бессен i Сент-Круа-Гран-Тонн було об'єднано в новий муніципалітет Тю-е-Мю.

## Демографія
Динаміка населення (Insee ):
Розподіл населення за віком та статтю (2006):
| Стать | Всього | До 15 років | 15-24 | 25-44 | 45-64 | 65-85 | Понад 85 |
| --- | ------ | ----------- | ----- | ----- | ----- | ----- | -------- |
| Чоловіки | 228    | 73          | 20    | 99    | 32    | 4     | 0        |
| Жінки | 204    | 46          | 27    | 88    | 27    | 8     | 8        |
| \| Статево-вікова піраміда \| Статево-вікова піраміда \| Статево-вікова піраміда \| \| ----------------------- \| ----------------------- \| ----------------------- \| \| Чоловіки \| Вік \| Жінки \| \| 0 \| 85 + \| 8 \| \| 0 \| 80-84 \| 4 \| \| 0 \| 75-79 \| 0 \| \| 0 \| 70-74 \| 0 \| \| 4 \| 65-69 \| 4 \| \| 12 \| 60-64 \| 0 \| \| 12 \| 55-59 \| 4 \| \| 4 \| 50-54 \| 15 \| \| 4 \| 45-49 \| 8 \| \| 27 \| 40-44 \| 15 \| \| 15 \| 35-39 \| 19 \| \| 38 \| 30-34 \| 35 \| \| 19 \| 25-29 \| 19 \| \| 12 \| 20-24 \| 15 \| \| 8 \| 15-20 \| 12 \| \| 8 \| 10-14 \| 8 \| \| 27 \| 5-9 \| 15 \| \| 38 \| 0-4 \| 23 \| |        |             |       |       |       |       |          |
| Статево-вікова піраміда |        |             |       |       |       |       |          |
| Чоловіки | Вік    | Жінки       |       |       |       |       |          |
| 0 | 85 +   | 8           |       |       |       |       |          |
| 0 | 80-84  | 4           |       |       |       |       |          |
| 0 | 75-79  | 0           |       |       |       |       |          |
| 0 | 70-74  | 0           |       |       |       |       |          |
| 4 | 65-69  | 4           |       |       |       |       |          |
| 12 | 60-64  | 0           |       |       |       |       |          |
| 12 | 55-59  | 4           |       |       |       |       |          |
| 4 | 50-54  | 15          |       |       |       |       |          |
| 4 | 45-49  | 8           |       |       |       |       |          |
| 27 | 40-44  | 15          |       |       |       |       |          |
| 15 | 35-39  | 19          |       |       |       |       |          |
| 38 | 30-34  | 35          |       |       |       |       |          |
| 19 | 25-29  | 19          |       |       |       |       |          |
| 12 | 20-24  | 15          |       |       |       |       |          |
| 8 | 15-20  | 12          |       |       |       |       |          |
| 8 | 10-14  | 8           |       |       |       |       |          |
| 27 | 5-9    | 15          |       |       |       |       |          |
| 38 | 0-4    | 23          |       |       |       |       |          |

## Економіка
2010 року серед 313 осіб працездатного віку (15—64 років) 254 були активними, 59 — неактивними (показник активності 81,2%, у 1999 році було 81,3%). З 254 активних мешканців працювало 238 осіб (120 чоловіків та 118 жінок), безробітними було 16 (10 чоловіків та 6 жінок). Серед 59 неактивних 25 осіб було учнями чи студентами, 25 — пенсіонерами, 9 були неактивними з інших причин.

У 2010 році в муніципалітеті числилось 155 оподаткованих домогосподарств, у яких проживали 464,0 особи, медіана доходів виносила 20 168 євро на одного особоспоживача